# Курличенське сільське поселення
Курли́ченське сільське поселення (рос. Курлыченское сельское поселение) — сільське поселення у складі Чернишевського району Забайкальського краю Росії.
Адміністративний центр та єдиний населений пункт — село Курлич.

## Історія
Станом на 2002 рік село Курлич перебувало у складі Укурейського сільського округу, пізніше було виділено з утворенням окремого Курличенського сільського поселення.

## Населення
Населення сільського поселення становить 181 особа (2019; 203 у 2010, 309 у 2002).